# Ulica Rwańska w Piotrkowie Trybunalskim
Ulica Rwańska – ulica na Starym Mieście w Piotrkowie Trybunalskim.

## Opis
Ulica Rwańska łączy północno-zachodni narożnik Rynku Trybunalskiego z ulicą Wojska Polskiego. Długość ulicy wynosi około 115 metrów.
Rwańska należy do najstarszych ulic w Piotrkowie. Układ urbanistyczny i rozplanowanie ulic Starego Miasta ukształtowały się pod koniec XIII wieku. Natomiast osadnictwo w okolicach ulicy Rwańskiej istniało już prawdopodobnie wcześniej.
W 1674 roku pijarzy, którzy przybyli do Piotrkowa, osiedli w kamieniczce przy ul. Rwańskiej, otrzymanej od Stanisława Jaxa Bykowskiego, i założyli w niej kaplicę i szkołę. W latach 1689–1718 wybudowali kościół. Z czasem zabudowali obiektami klasztornymi cały kwartał między dzisiejszymi ulicami Rycerską, Wojska Polskiego i Rwańską. W czasie pożaru miasta w 1786 roku zabudowania pijarów zostały zniszczone, a oni sami przenieśli się do obiektów po skasowanym zakonie jezuitów. W 1795 roku kościół objęli luteranie. W 1846 roku ukończono budowę domu przy Rwańskiej 6 dla parafii ewangelickiej. W 2013 roku przeprowadzono przebudowę ulicy.
Etymologia nazwy ulicy nie jest jasna. Pochodzenie identycznie nazwanej ulicy Rwańskiej w Radomiu wiązane jest ze słowem rwa oznaczającym dół, wykop, grób czy rów albo z określeniami typu rwisko, urwisko i pochodnymi.

## Zabytki
Ulica wraz z całym układem urbanistycznym Starego Miasta wpisana jest do rejestru zabytków Narodowego Instytutu Dziedzictwa pod numerem 89-IX-35 z 24.07.1948, z 1.02.1962 i z 23.02.2004.
Do rejestru zabytków są też wpisane budynki:
- nr 1 (Rynek Trybunalski 3) – kamienica, 1. poł. XVIII w., XX w.
- nr 2 (Sieradzka 1) – dom, XVII, XVIII w.
- nr 4 – dom, 1. poł. XIX w.
- nr 6
  - dom (plebania ewangelicka), pocz. XIX w.
  - kościół ewangelicko-augsburski
  - dawny klasztor pijarów i dawny areszt

Do gminnej ewidencji zabytków miasta Piotrkowa Trybunalskiego, oprócz obiektów z rejestru zabytków, są też wpisane budynki:
- nr 5 – kamienica
- nr 9 (Wojska Polskiego/Plac Czarnieckiego 4) – kamienica
- nr 8 – dawny budynek więzienny, obecnie obiekt handlowo-usługowy i biurowy

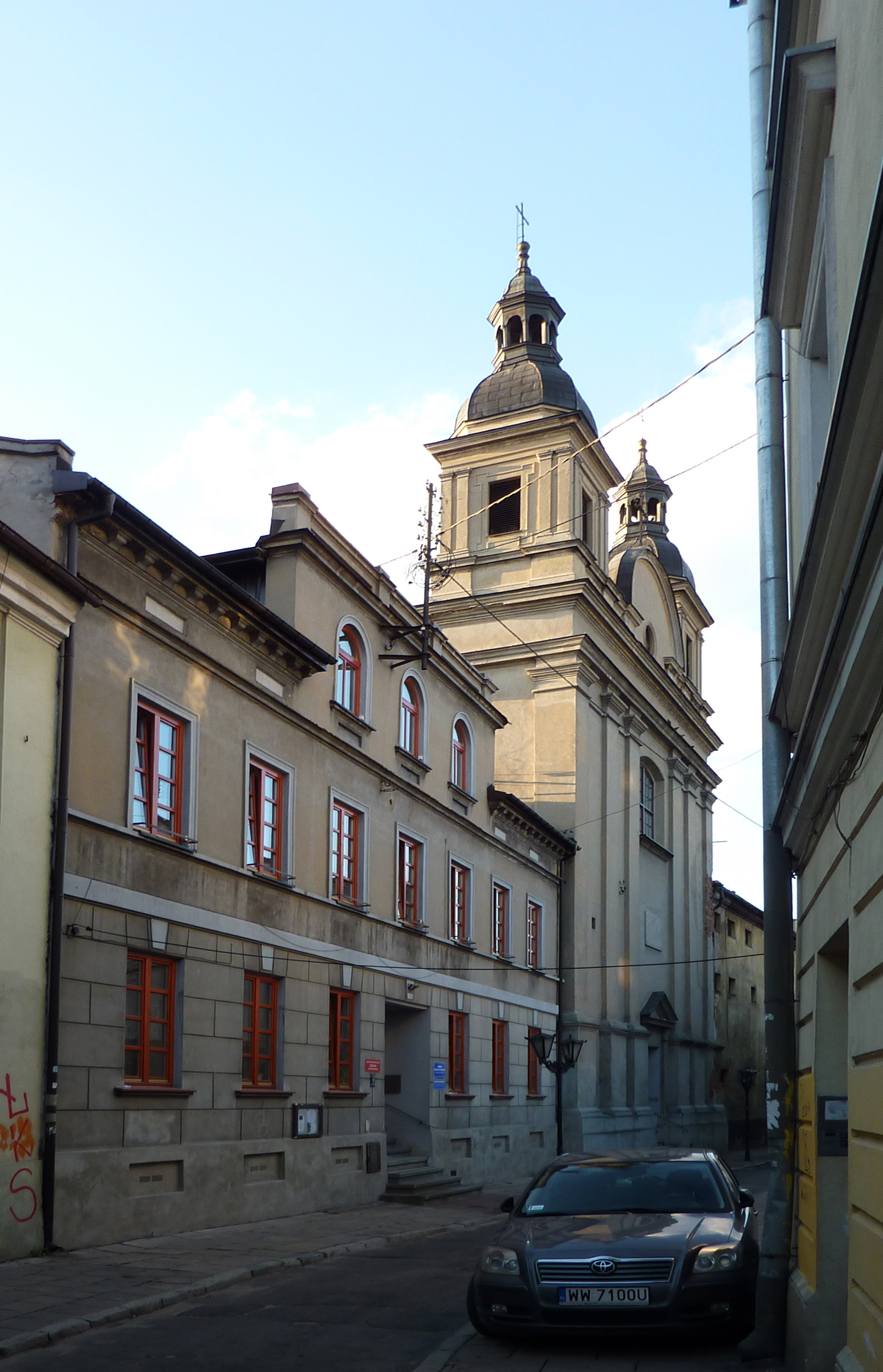
Kancelaria i kościół ewangelicki
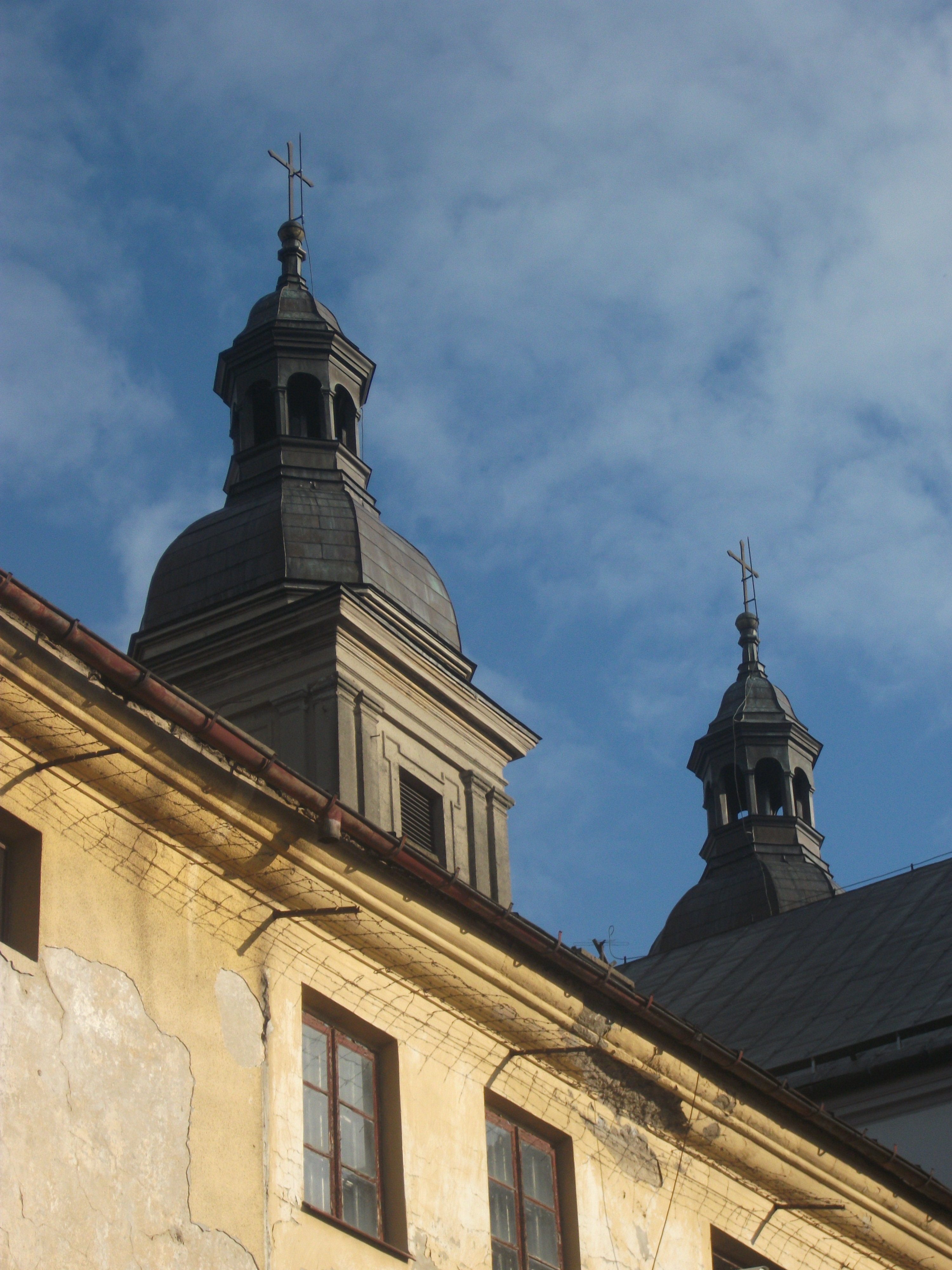
Wieże kościoła ewangelickiego (dawniej pijarów)
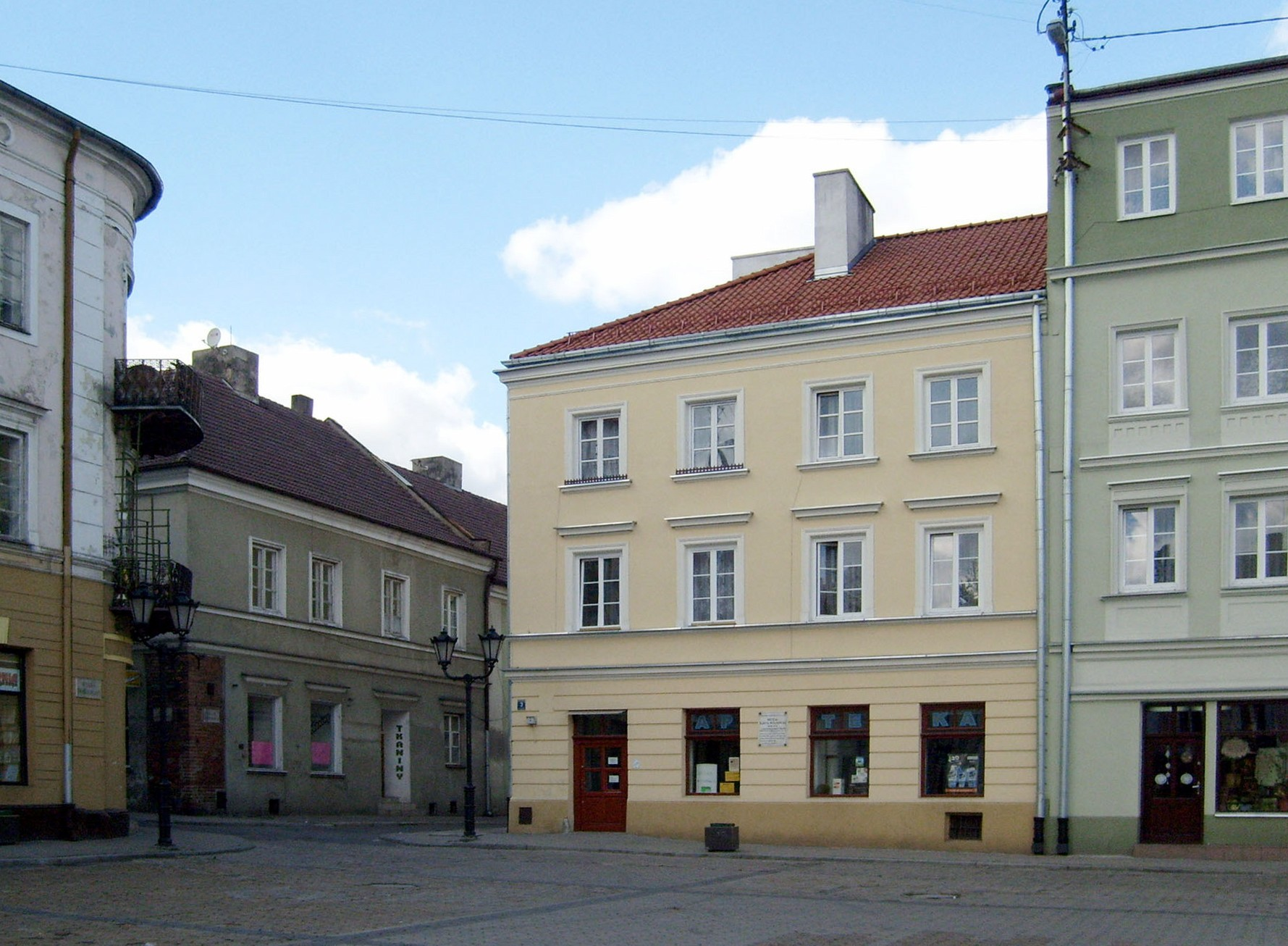
Połączenie ul. Rwańskiej i Rynku – widoczne narożne kamienice Sieradzka 1 i Rynek 3